# Wolverine (Michigan)
Wolverine è un villaggio degli Stati Uniti d'America, situato nello Stato del Michigan, nella contea di Cheboygan.